# Bisazza
Bisazza ist ein italienischer Hersteller von Mosaiksteinchen, exklusiven Glasmosaikfliesen und Marktführer im Bereich von hochwertigen Mosaiken.

## Geschichte
Bisazza wurde im Jahr 1956 von Renato Bisazza (1925–2012) unter dem Namen Vetricolor in Montecchio Maggiore südwestlich von Vicenza gegründet. Die Firma Bisazza produziert seit dieser Zeit designprägende Glasmosaikfliesen die weltweite Bekanntheit erreichten. Im Dezember 1999 übernahm Piero Bisazza die Firma von seinem Vater. 2002 wurde die Geschäftsleitung um die Schwester Rossella Bisazza erweitert.
Im Jahr 2005 beschäftigte das Unternehmen rund 900 Mitarbeiter in vier Produktionsanlagen und verfügte über einen Umsatz von 100,4 Millionen Euro. Im Jahr 2007 lag der Umsatz bei 134 Millionen Euro.
Noch heute werden die Glassteine nach alter Technik handgefertigt und mit Sandoxiden gefärbt. Die Glasmosaiksteine von Bisazza finden Anwendung in Bädern des Luxusbereichs, schmücken Geschäfte, Hotels und Restaurants und wurden auch in U-Bahn-Stationen in Wien, Neapel und London eingesetzt.

## Designer
Folgende Designer haben u. a. für Bisazza gearbeitet: Toord Bontje, Tom Dixon, Fratelli Campana, Sandro Chia, Aldo Cibic, Barnaba Fornasetti, Stefano Giovannoni, Tricia Guild, Isao Hosoe, India Mahdavi, Jürgen Hermann Mayer, Alessandro Mendini, Greg Natale, Paola Navone, Fabio Novembre, Emilio Pucci, Andrée Putman, David Rockwell, Patricia Urquiola und Marcel Wanders.

## Historische Werke von Bisazza
- Viale Beatrice d’Este 23 – 1953, Mailand (Piero Portaluppi und Gualtiero Galmanini)
- New Museum of Contemporary Art – New York City (Ryūe Nishizawa und Kazuyo Sejima)
- Bahnhof St. Moritz – St. Moritz
- Groninger Museum – 1994, Groningen (Alessandro Mendini)
- „Monumentaler Proust-Sessel“ – 2005, Montecchio Maggiore (Alessandro Mendini)
- Toledo Station – 2012, Neapel (Oscar Tusquets)
- La Seine Musicale – Boulogne-Billancourt